# Fundació Antiga Caixa Terrassa

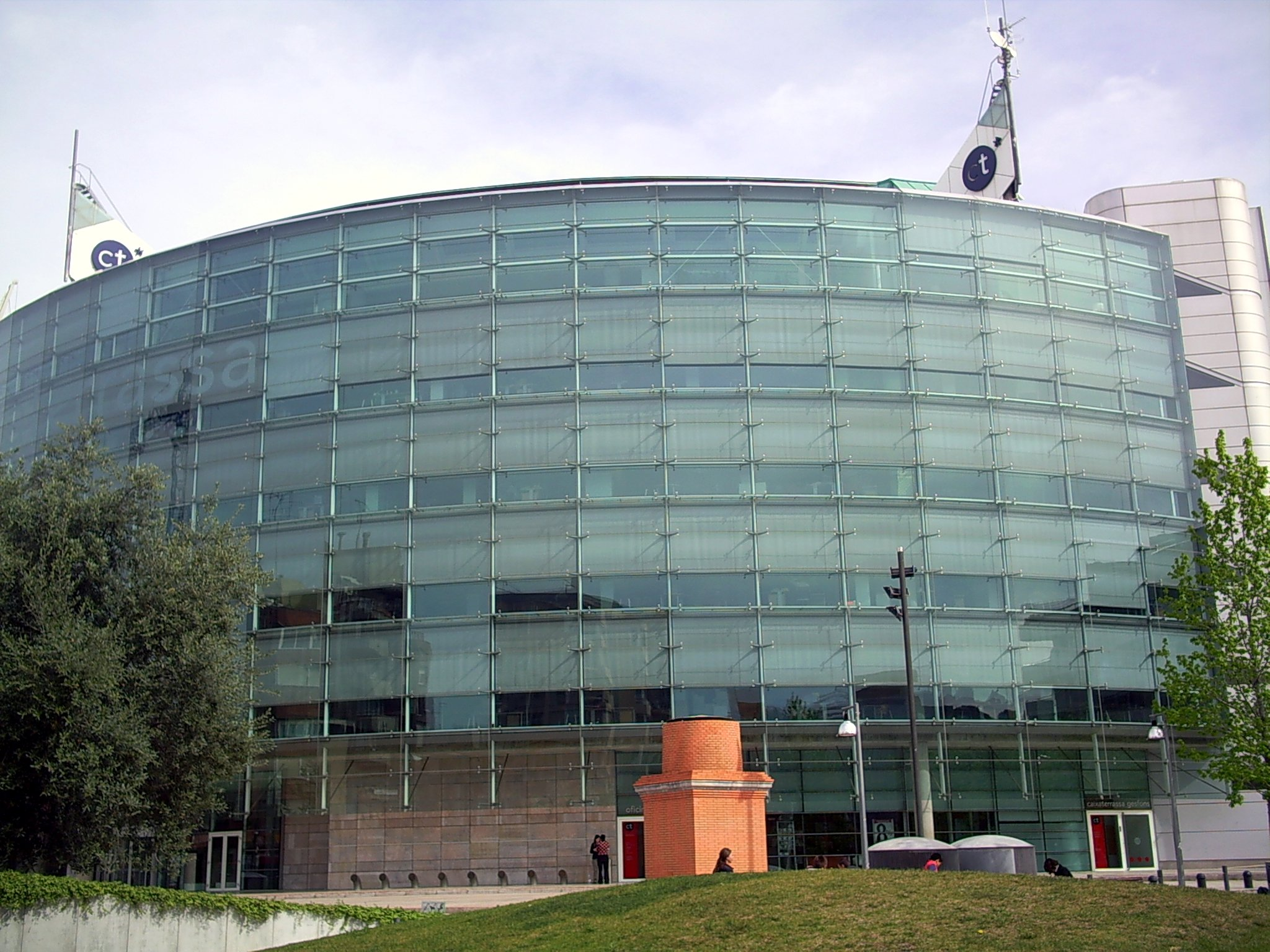
Sede central de Caixa Terrassa, antes de la fusión en Unnim Caixa

Caixa Terrassa (nombre comercial de la Caixa d'Estalvis de Terrassa; en castellano, Caja de Ahorros de Tarrasa) fue una caja de ahorros catalana de dimensión media (la quinta en el ranking), con sede en la ciudad de Tarrasa. Gestionaba unos activos de más de 9000 millones de euros y disponía de más de 260 oficinas repartidas en Cataluña, la Comunidad de Madrid y Aragón.
Logros sobresalientes de la obra social de esta caja de ahorros han sido la creación del fondo de arte (1924), el pabellón antituberculoso de San Lázaro (1927), el Hogar de la ancianidad (1949), el albergue infantil (1960), la construcción de viviendas sociales a partir de la década de 1960, los Talleres Amat Roumens para personas discapacitadas (1971), el grupo escolar Presidente Salvans (1971), el Centro Cultural de la Rambla de Egara (1980), la convocatoria del premio Lola Anglada (1984) y del premio Ricard Camino de pintura (1989).

## Historia
Caixa Terrassa se fundó en 1877, año en que la ciudad de Tarrasa obtenía el título de parte del rey Alfonso XII. El primer ejercicio contable se cerraba con unos depósitos de clientes de 17.174 pesetas. La sede central se situó en el Raval de Montserrat, más adelante fue trasladado a la calle del Valle (1896), a la calle Portal Nou (1977) y, finalmente, en la parta alta de la Rambla de Egara, donde el año 2001 se inauguraba un nuevo edificio de cristal, hormigón y acero, de formas redondeadas, obra del arquitecto tarrasense Juan Baca, que fue la sede central hasta la desaparición de la caja.
Hasta 1961 la entidad solo disponía de una única agencia urbana, aparte de la oficina principal. Es entonces cuando comienza la expansión de la Caja de Terrassa, primero por la ciudad y su comarca, ya partir de la década de 1970 por toda Cataluña.

### Fusión en Unnim Caixa
En junio de 2009, con la aprobación del Fondo de reestructuración ordenada bancaria (FROB), se hicieron contundentes los rumores de posibles fusiones entre algunas cajas catalanas. Así, Caixa Terrassa entró en un proceso de fusión con Caixa Sabadell y Caixa Manlleu, tal y como lo hicieron saber las tres entidades en un comunicado. 
Posteriormente, Caixa Girona que en principio tenía pensado integrarse en la fusión que constituyó Catalunya Caixa, finalmente decidió sumarse a Unnim, aunque unos días previos a aprobar la fusión decidió desdecirse y retirarse de la nueva caja. 
El 17 de mayo de 2010 se hizo realidad la constitución de la nueva caja con la aprobación de las asambleas de las tres cajas que han promovido la fusión, e inició operaciones a partir del 1 de julio de ese mismo año. El nombre social de la caja resultante fue Caixa d'Estalvis Unió de les Caixes de Manlleu, Sabadell i Terrassa, (Caja de Ahorros Unión de Cajas de Manlleu, Sabadell y Terrassa) con sede social en Barcelona y con tres subsedes en Manlleu, Sabadell y Tarrasa.